# Nazionale maschile di football americano delle Samoa Americane
La nazionale di football americano delle Samoa Americane è la selezione maggiore maschile di football americano  che rappresenta le Samoa Americane nelle varie competizioni ufficiali o amichevoli riservate a squadre nazionali.

## Risultati
Legenda: Grassetto: Risultato migliore, Corsivo: Mancate partecipazioni

## Dettaglio stagioni

### Amichevoli
| Stagione | Vin | Par | Per | Tot | PF | PS | avversaria    |
| -------- | --- | --- | --- | --- | -- | -- | ------------- |
| 2016     | 1   | 0   | 0   | 1   | 30 | 10 | Nuova Zelanda |
| Totale   | 1   | 0   | 0   | 1   | 30 | 10 |               |

Fonte: americanfootballitalia.com

### Tornei

#### Festival Tahitiano di Football americano
| Stagione | regular season | regular season | regular season | regular season | regular season | regular season | playoff | playoff | playoff | playoff | playoff | playoff       | playoff    |
|          | Vin            | Par            | Per            | Tot            | PF             | PS             | Vin     | Per     | Tot     | PF      | PS      | risultato     | avversaria |
| -------- | -------------- | -------------- | -------------- | -------------- | -------------- | -------------- | ------- | ------- | ------- | ------- | ------- | ------------- | ---------- |
| 2016     | 1              | 0              | 1              | 2              | 66             | 52             |         |         |         |         |         | Secondo posto | Australia  |
| Totale   | 1              | 0              | 1              | 2              | 66             | 52             |         |         |         |         |         |               |            |

Fonte: americanfootballitalia.com

### Riepilogo partite disputate
| Anno           | Luogo    | Evento     | Fase del torneo | Incontro                        | Risultato |
| 2016           | Auckland | Amichevole |                 | Nuova Zelanda - Samoa Americane | 10 - 30   |
| 23 luglio 2016 | Pirae    | Amichevole |                 | Tahiti - Samoa Americane        | 12 - 52   |
| 27 luglio 2016 | Pirae    | Amichevole |                 | Australia - Samoa Americane     | 40 - 14   |

## Confronti con le altre Nazionali
Questi sono i saldi delle Samoa Americane nei confronti delle Nazionali incontrate.

### Saldo positivo
| Nazionale     | Giocate | Vinte | Pareggiate | Perse | PF | PS | Ultima vittoria | Ultimo pari | Ultima sconfitta |
| ------------- | ------- | ----- | ---------- | ----- | -- | -- | --------------- | ----------- | ---------------- |
| Tahiti        | 1       | 1     | 0          | 0     | 52 | 12 | 2016            | -           | -                |
| Nuova Zelanda | 1       | 1     | 0          | 0     | 30 | 10 | 2016            | -           | -                |

### Saldo negativo
| Nazionale | Giocate | Vinte | Pareggiate | Perse | PF | PS | Ultima vittoria | Ultimo pari | Ultima sconfitta |
| --------- | ------- | ----- | ---------- | ----- | -- | -- | --------------- | ----------- | ---------------- |
| Australia | 1       | 0     | 0          | 1     | 14 | 40 | -               | -           | 2016             |